# Frederick Habberfield
Frederick Habberfield (* 5. Februar 1895 in Kentish Town; † 12. Dezember 1943 im Mittelmeer) war ein britischer Radrennfahrer.

## Sportliche Laufbahn
Habberfield war Bahnradsportler und Teilnehmer der Olympischen Sommerspiele 1924 in Paris. Er startete in der Mannschaftsverfolgung. Das britische Team mit Frederick Habberfield, Thomas  Harvey, Herbert Lee und Jock Stewart belegte den 7. Platz. Im Tandemrennen wurde er mit Thomas Harvey Vierter. Beide unterlagen im Rennen um die Bronzemedaille gegen Gerard Bosch van Drakestein und Maurice Peeters.
Er starb als Marinesoldat im Zweiten Weltkrieg bei einem deutschen U-Bootangriff.